# ستيف لينجينفيلتير
ستيف لينجينفيلتير (بالإنجليزية: Steve Lingenfelter)‏ مواليد 10 يونيو 1958 في أو كلير، هو لاعب كرة سلة أمريكي معتزل. بدأ مسيرته الاحترافية في سنة 1981. تم اختياره من قبل فريق واشنطن ويزاردز خلال الدرافت. يبلغ طوله 6 قدم 9 بوصة (2.1 م). اعتزل اللعب في 1990. لعب مع واشنطن ويزاردز وسان أنطونيو سبرز.

## روابط خارجية
- ستيف لينجينفيلتير على موقع إن بي أي (الإنجليزية)
- ستيف لينجينفيلتير على موقع سبورتس رفرنس (الإنجليزية)
- ستيف لينجينفيلتير على موقع كلية كرة السلة في سبورتس رفرنس.كوم (الإنجليزية)
- ستيف لينجينفيلتير على موقع ريلجم (الإنجليزية)
- ستيف لينجينفيلتير على موقع بروبوليرز (الإنجليزية)